# Atractosteus tristoechus
Atractosteus tristoechus là một loài cá trong họ Lepisosteidae. Nó được tìm thấy ở Tây Cuba và Isla de la Juventud.
A. tristoechus là loài cá nước ngọt nhiệt đới (nước có nhiệt độ 18 °C - 23 °C), nhưng cũng cư ngụ ở các con sông và hồ có nước nhiễm mặn, tại vùng đáy nước miền Tây Cuba và Isla de la Juventud. Chúng thường dài khoảng 100 cm, nhưng có thể phát triển đến 200 cm. Cá thể trưởng thành ăn cá nước ngọt và chim. Loài cá vược miệng rộng (Micropterus salmoides) được du nhập tới đây ăn A. tristoechus còn non. Trứng cá độc đối với người.

## Hình ảnh

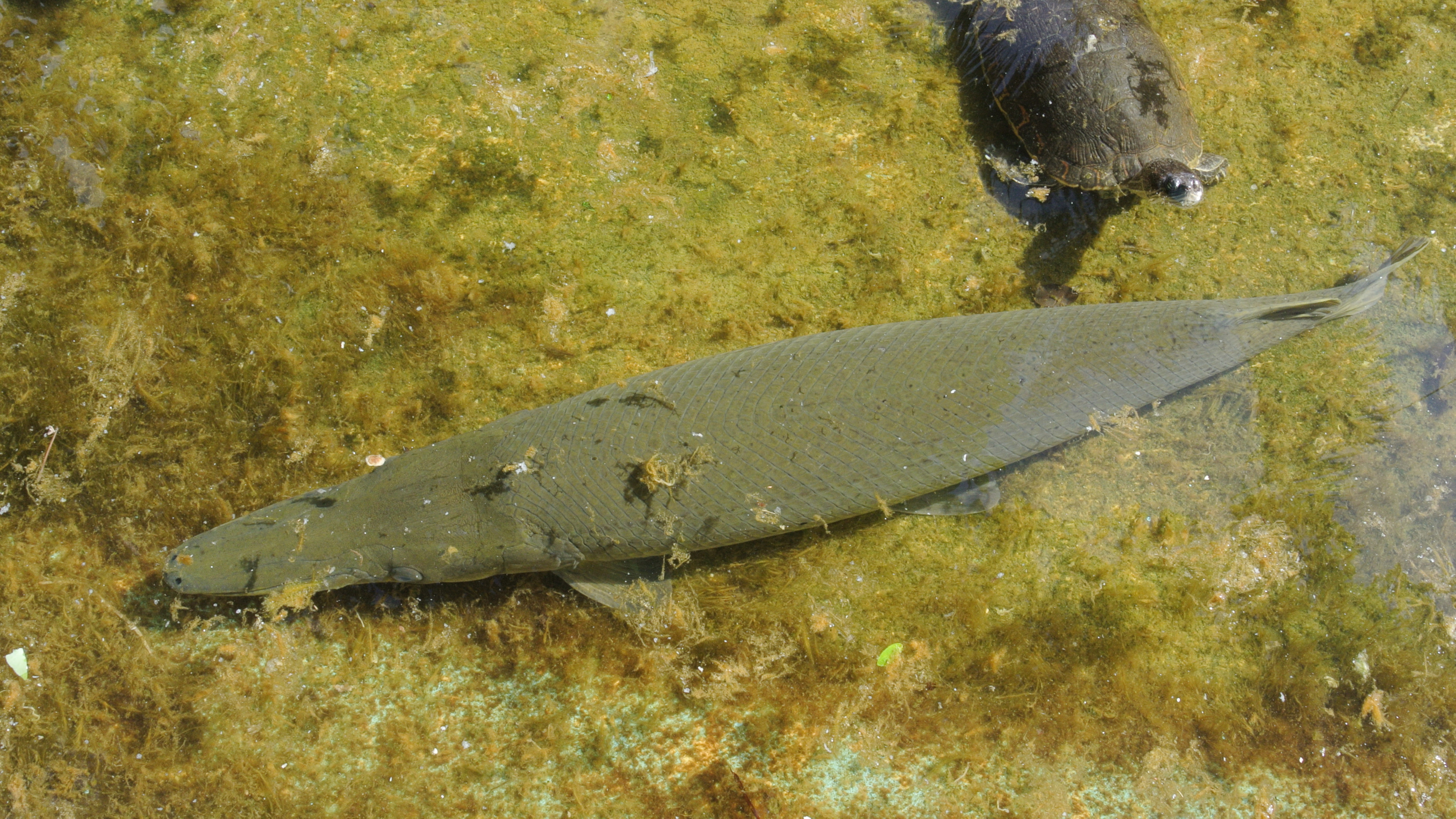
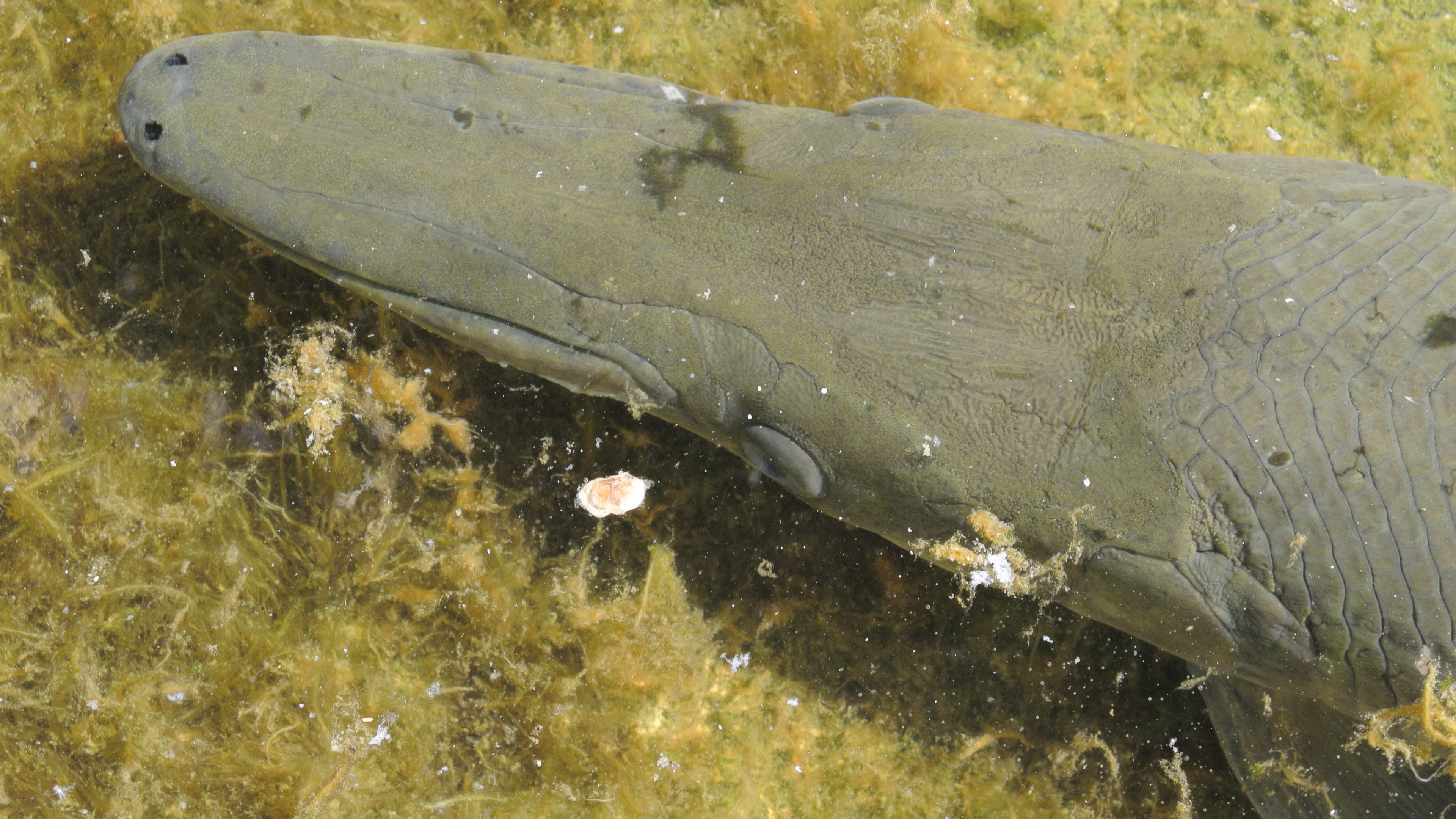
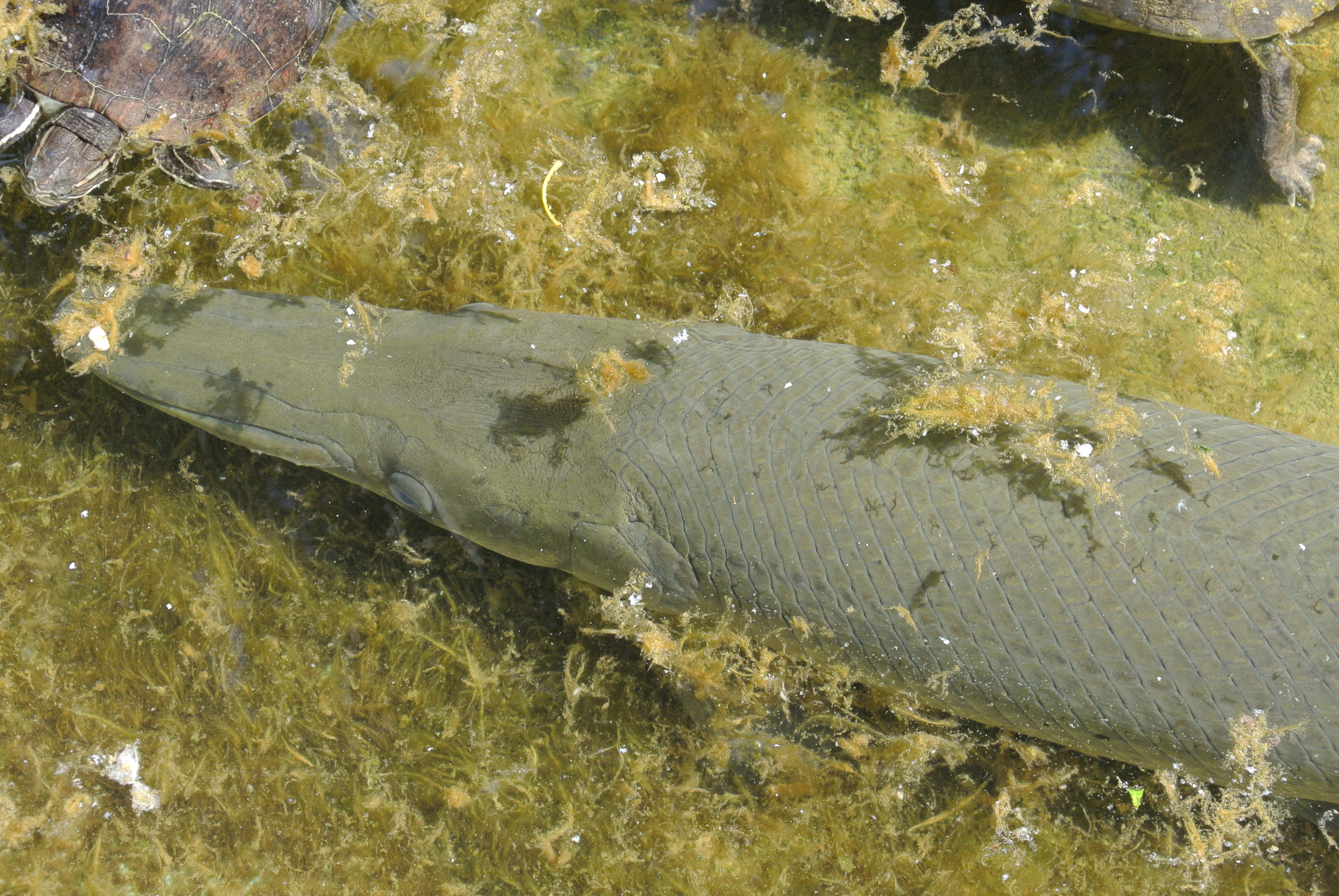
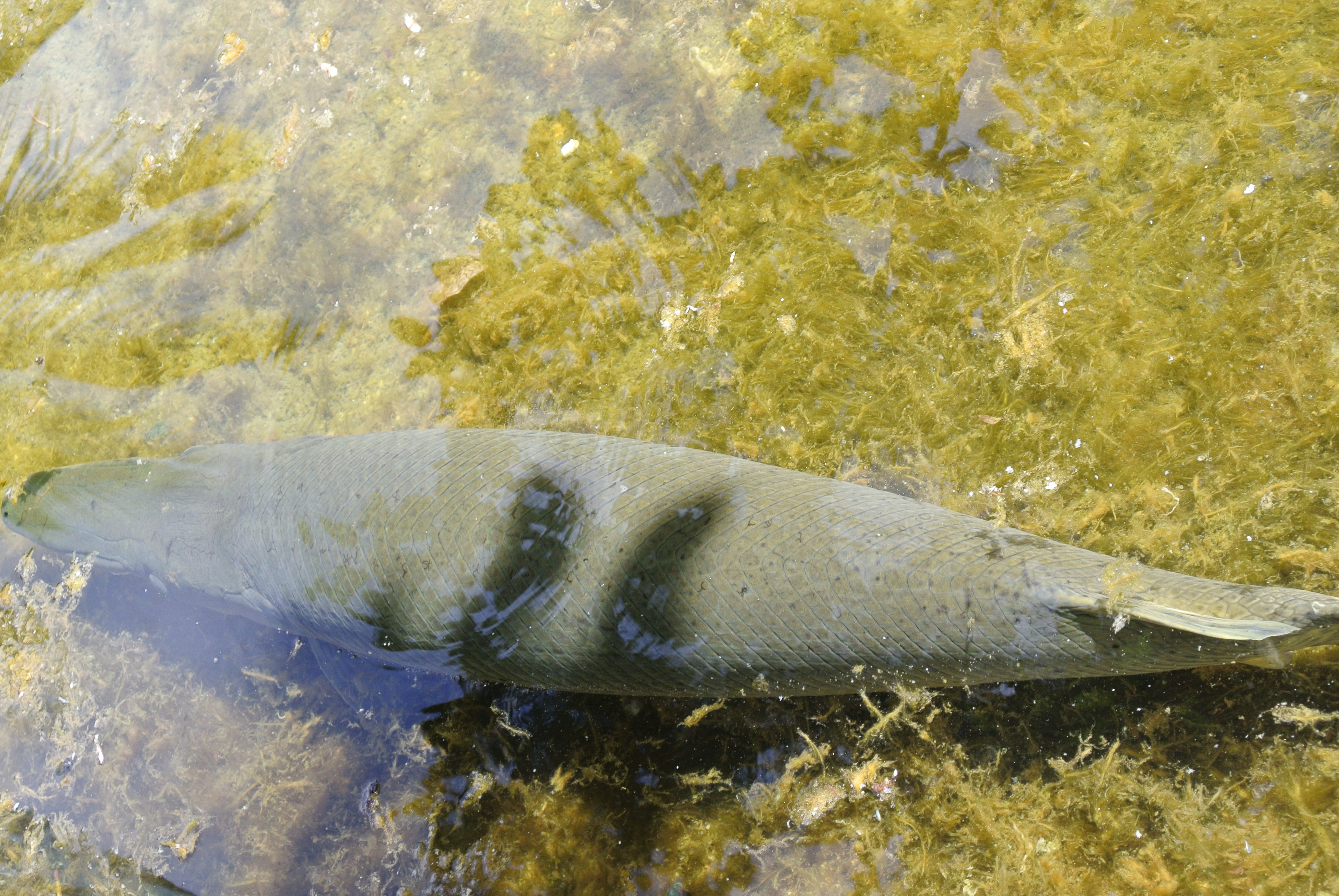